# Pizzo Rosso
Il Pizzo Rosso (3.495 m s.l.m. - detto anche Pizzo Rosso di Predoi - Rötspitze in tedesco) è una montagna degli Alti Tauri nelle Alpi dei Tauri occidentali. Si trova lungo la linea di confine tra l'Italia e l'Austria.
Dal versante italiano il monte si trova nel comune di Predoi; dal versante austriaco interessa Sankt Jakob in Defereggen.

## Toponimo

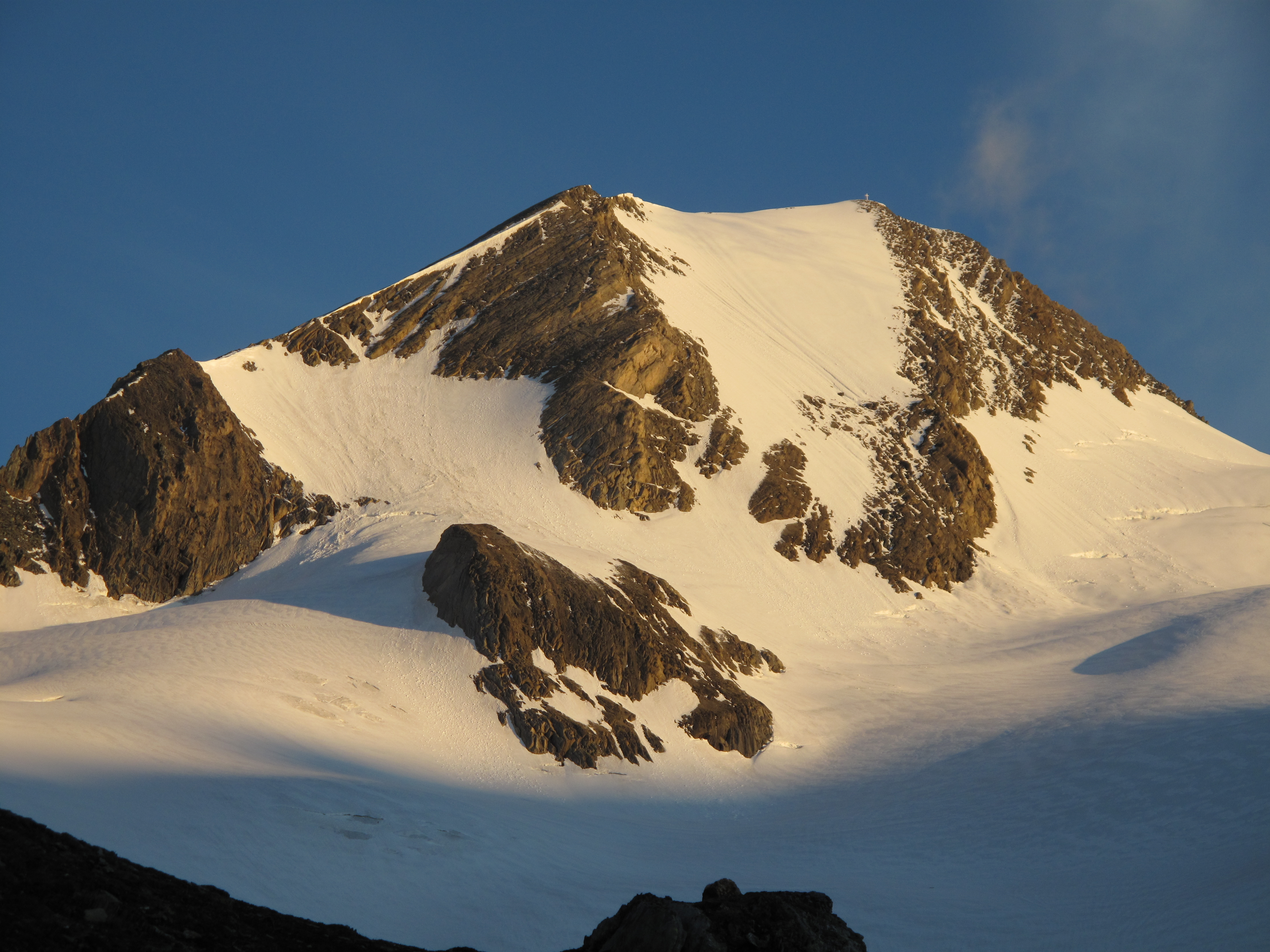
Versante est della montagna.

Il nome tradizionale della montagna è attestato nel 1770 come Röthe Berg e si rifà alla zona "die Röte", ovvero territorio tinto di rosso, ai piedi della montagna. Il nome italiano, creato da Ettore Tolomei, riprende questo significato.

## Ascesa alla vetta
È possibile ascendere alla vetta partendo da Casere e passando per il Rifugio Giogo Lungo (Lenkjöchlhütte) (2.606 m), percorrendo alternativamente la Valle Rossa (Röttal) o la Valle del Vento (Windtal).
Si tratta di un percorso, eseguibile anche ad anello, che costituisce una delle escursioni altomontane più suggestive dell'arco alpino.